# Butozania macedonica
Butozania macedonica är en skalbaggsart som beskrevs av Miksic 1955. Butozania macedonica ingår i släktet Butozania och familjen Melolonthidae. Inga underarter finns listade.